# Yaya Touré
Gnégnéri Yaya Touré (Bouaké, 13. svibnja 1983.) bivši je profesionalni nogometaš iz Obale Bjelokosti koji je igrao na poziciji veznjaka. Trenutačno je pomoćni trener nogometne reprezentacije Saudijske Arabije.

## Vanjske poveznice
- Yaya Touré u UEFA-inim natjecanjima (arhivirane) (engl.)
- Profil, Soccerbase  (engl.)